# Marysabel Senyu
Marysabel Senyu (* 31. August 1999) ist eine dominikanische Leichtathletin, die sich auf den Hochsprung spezialisiert hat.

## Sportliche Laufbahn
Erste internationale Erfahrungen sammelte Marysabel Senyu im Jahr 2017, als sie bei den U20-Panamerikameisterschaften in Trujillo mit übersprungenen 1,76 m den sechsten Platz belegte. Im Jahr darauf gelangte sie bei den Zentralamerika- und Karibikspielen in Barranquilla mit 1,82 m auf den siebten Platz und 2021 gewann sie bei den erstmals ausgetragenen Panamerikanischen Juniorenspielen in Cali mit 1,81 m die Silbermedaille hinter der Kolumbianerin Jennifer Rodríguez. Im Jahr darauf siegte sie bei den Ibero-Amerikanischen Meisterschaften in La Nucia mit 1,87 m und sicherte sich dann bei den Juegos Bolivarianos in Valledupar mit 1,84 m die Silbermedaille hinter der Kolumbianerin Rodríguez. Anschließend brachte sie bei den NACAC-Meisterschaften in Freeport keinen gültigen Versuch zustande. 2023 siegte sie mit 1,86 m bei den Zentralamerika- und Karibikspielen in San Salvador und sicherte sich anschließend mit 1,81 m die Bronzemedaille bei den Panamerikanischen Spielen in Santiago de Chile hinter der US-Amerikanerin Rachel McCoy und Jennifer Rodríguez aus Kolumbien. Im Jahr darauf gewann sie bei den Ibero-Amerikanischen Meisterschaften in Cuiabá mit 1,86 m die Silbermedaille hinter der Brasilianerin Valdiléia Martins.
In den Jahren 2021 und 2023 wurde Senyu dominikanische Meisterin im Hochsprung.